# Chaetonotus mediterraneus
Chaetonotus mediterraneus är en djurart som tillhör fylumet bukhårsdjur, och som beskrevs av Balsamo, Hummon, Todaro och Ezio Tongiorgi 1997. Chaetonotus mediterraneus ingår i släktet Chaetonotus och familjen Chaetonotidae. Inga underarter finns listade i Catalogue of Life.